# Murray Spivack
Murray Spivack (6 de setembro de 1903 — Los Angeles, 8 de maio de 1994) é um sonoplasta russo-estadunidense. Venceu o Oscar de melhor mixagem de som na edição de 1970 por Hello, Dolly!, ao lado de Jack Solomon.